# Forstenlori

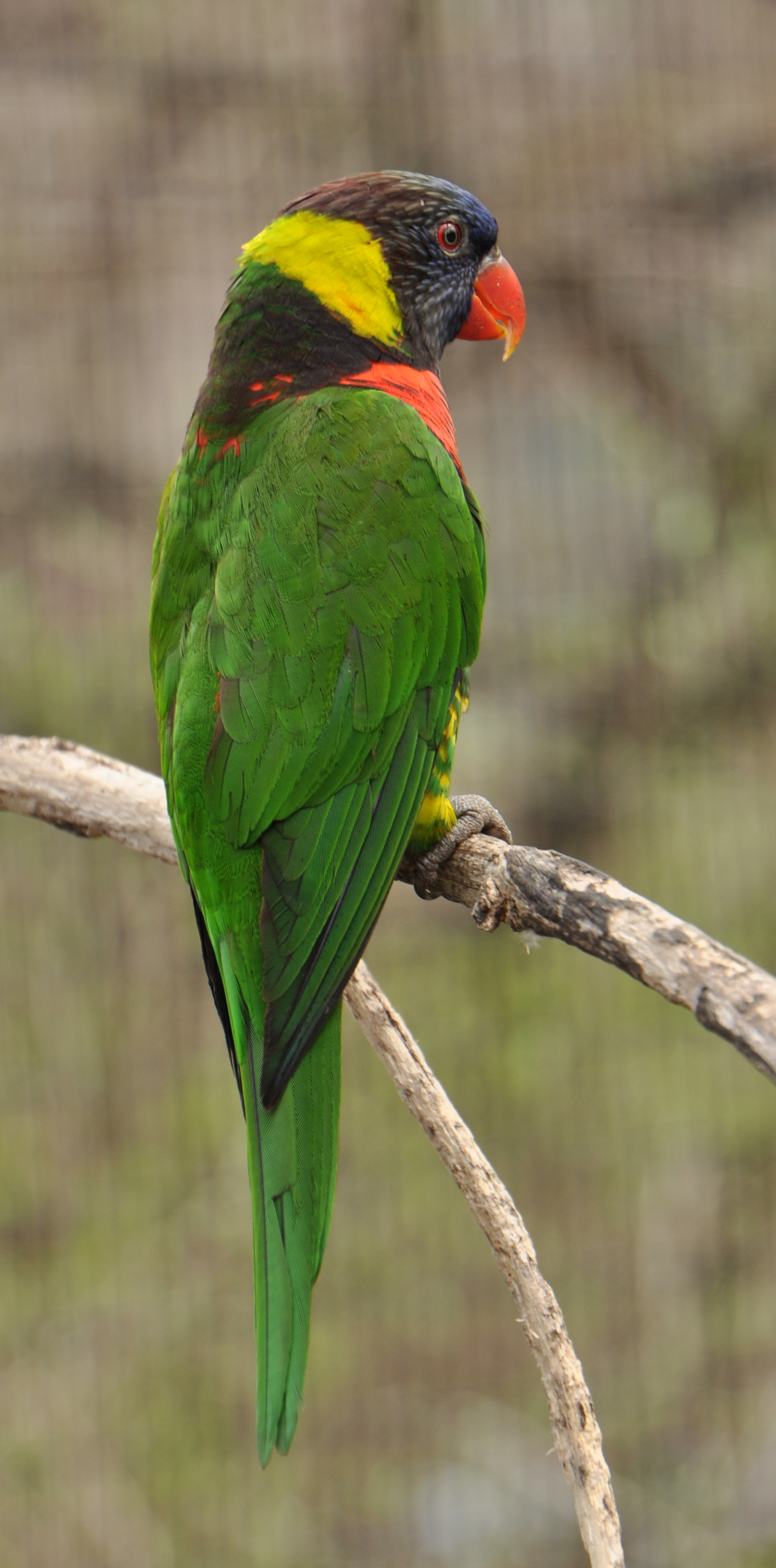
Forstenlori, Rückseite

Der Forstenlori (Trichoglossus forsteni) auch Bali-Allfarblori ist eine Art aus der Familie der Altweltpapageien.

## Merkmale
Der Forstenlori ist 27 cm lang und wiegt zwischen 110 und 130 g. Der Kopf ist purpur-blau und hat ein gelblich-grünes Nackenband, das in ein purpurnes Band übergeht. Der Rücken und der Oberschwanz sind grün und die Brust rot. Die Unterschwanzdecken und Schenkel sind gelb und grün. Er hat einen orange-roten Schnabel, eine orange Iris und einen nackten grauen Augenring. Die Krallen sind grau.

## Verbreitung und Lebensraum
Der Forstenlori ist eine endemische Art auf Sumbawa und bewohnt die Regenwälder bis zu einer Höhe von 1000 m.

## Taxonomie
Charles Lucien Jules Laurent Bonaparte beschrieb den Forstenlori erstmals wissenschaftlich 1850. Die Erstbeschreibung erfolgte unter dem Namen Trichoglossus Forsteni. Bereits 1827 hatte James Francis Stephens die Gattung Trichoglossus eingeführt. Die ersten Vögel kamen 1896 in den Zoo von London und die Erstzucht gelang 1866 in Kalkutta.
Für die Liste der nachfolgend aufgeführten Unterarten des Forstenloris sind folgende taxonomischen Organisationen zugezogen worden:
- Clements Checklist
- HBW Checklist/BirdLife International
- IOC/IOU

Gemäß den aufgeführten Organisationen existieren vier Unterarten, die dem Forstenlori zugewiesen werden können:
- Forstenlori (forsteni) (T. h. forsteni (Bonaparte, 1850))[6] – Sumbawa[7]
- Forstenlori (djampeanus) (T. h. djampeanus (Hartert, 1897))[8] – Tanahjampea[7]
- Forstenlori (stresemanni) (T. h. stresemanni (Meise, 1929))[9] – Kalaotoa[7]
- Forstenlori (mitchellii) (T. h. mitchellii  (Gray, 1859))[10] – Bali und Lombok[7]

## Bestand und Gefährdung
Die aktuelle taxonomische Einordnung des Forstenlori hat dazu geführt, dass die Art auf der Roten Liste gefährdeter Arten als „gefährdet“ (Endangered) eingestuft wird. Der Bestand wird auf 500–1500 mit einer sinkenden Tendenz geschätzt.

## Handel
Der Forstenlori steht in Bali unter Schutz. Die Kontrolle des Handels wird über CITES Anhang II geregelt. Die Ein- und Ausfuhr sowie die Wiederausfuhr erfordert eine Genehmigung oder Bescheinigung des jeweiligen Ausfuhrstaates.